# Карл Річерле
Карл Вальдемар Річерле (нім. Karl Waldemar Ritscherle; 1 травня 1898, Карлсруе, Німецька імперія — 24 серпня 1940, Ессекс, Англія) — німецький льотчик-ас, лейтенант Прусської армії, майор люфтваффе.

## Біографія
Річерле записався до армії 5 вересня 1914 року для служби в 1-му баденському лейб-драгунському полку №20. Воював на Східному фронті в перші 2 роки Першої світової війни. Був підвищений до унтерофіцера 21 червня 1915 року, а 24 грудня 1916 року став віцевахмістром.
В грудні 1916 року Річерле був направлений в 11-й запасний льотний дивізіон в Бреслау, отримав підготовку повітряного стрільця, а 16 квітня 1917 року був призначений у 8-му охоронну ескадрилью як повітряний стрілець. Був зроблений в офіцери після здобуття трьох перемог: одну здобув з унтерофіцером Куртом Андерсом — їхньою жертвою став сержант А. Л. Кемпбелл з ескадрильї «Лафаєтт», а інші 2 — зі своїм звичайним пілотом, віцефельдфебелем Вебером. 7 січня 1918 року направлений в 1-й запасний льотний дивізіон інструктором, пройшов курс підготовки на пілота і 22 червня отримав призначення в 60-ту винищувальну ескадрилью, що літала на винищувачах Fokker D.VIII. Персональною емблемою Річерле була трикутна мерседесівська зірка на білому квадратному полі на борту фюзеляжу, а на горизонтальному хвостовому оперенні йшла чорно-біла шахова дошка — знак 60-ї винищувальної ескадрильї.
Всього за час бойових дій здобув 8 перемог.
Під час Другої світової війни Річерле служив у люфтваффе, літав на бомбардувальниках. Під час битви за Британію він полетів як спостерігач на бойовий виліт на Heinkel He 111 з 9-ї ескадрильї 53-ї бомбардувальної ескадри і був збитий над Англією. Бомбардувальник спочатку був підбитий сержантом В. Даймондом зі 111-ї ескадриль, спалахнув і був остаточно добитий офіцером М. Г. Янгом та сержантом Л. П. Расселом з 264-ї ескадрильї, що літала на винищувачах Defiant. Річерле вистрибнув з парашутом, але потонув, потрапивши у водосховище у південному Ессексі.

## Нагороди
- Залізний хрест
  - 2-го класу (6 вересня 1916)
  - 1-го класу (15 листопада 1917)
- Нагрудний знак військового пілота (Пруссія)
- Орден Військових заслуг Карла Фрідріха, срібна медаль (8 грудня 1917)
- Орден Церінгенського лева, лицарський хрест 2-го класу з мечами (18 вересня 1918)
- Почесний хрест ветерана війни з мечами